# 大久保慎七
大久保 慎七（おおくぼ しんしち、1920年（大正9年）5月22日 - 2015年（平成27年）2月1日）は、第10-12代東京都小金井市長。

## 来歴・人物
東京府北多摩郡小金井村(小金井町を経て、現在の東京都小金井市)で生まれる。東京府立第二商業学校（のち東京都立第二商業高等学校）卒。小金井市土地開発公社理事長、総務部長、1979年-1985年助役を経て、1987年市長に初当選。3期つとめ、1999年引退。税理士、不動産鑑定士を務めた。趣味は謡曲。
1985年の周辺住民の反対を受けてその後も迷走する小金井ごみ問題の当事者。任期中も解決できず、引退後市長に当選した稲葉孝彦も意向を受けた。
2000年、勲四等瑞宝章受章。
小金井市役所がリースしている「小金井大久保ビル」は親族所有。
小金井市庁舎問題として2021年現在も解決に至っていない。
10年リースのはずが平成6年から現在（2021年）まで小金井市は賃料を年間2億以上払い続けている。総額62億円（2021年現在）。
2015年2月1日、老衰のため死去。94歳没。叙従五位。